# Porto di Loano
Il porto di Loano è uno dei maggiori scali portuali turistici della Liguria, uno dei più grandi della Riviera di Ponente. È situato ad est della città di Loano, sul confine con Pietra Ligure.

## Dati
Il porto di Loano si distingue anche nel settore turistico, disponendo di un efficiente e moderno sistema di Marina, inaugurata nel 2011.

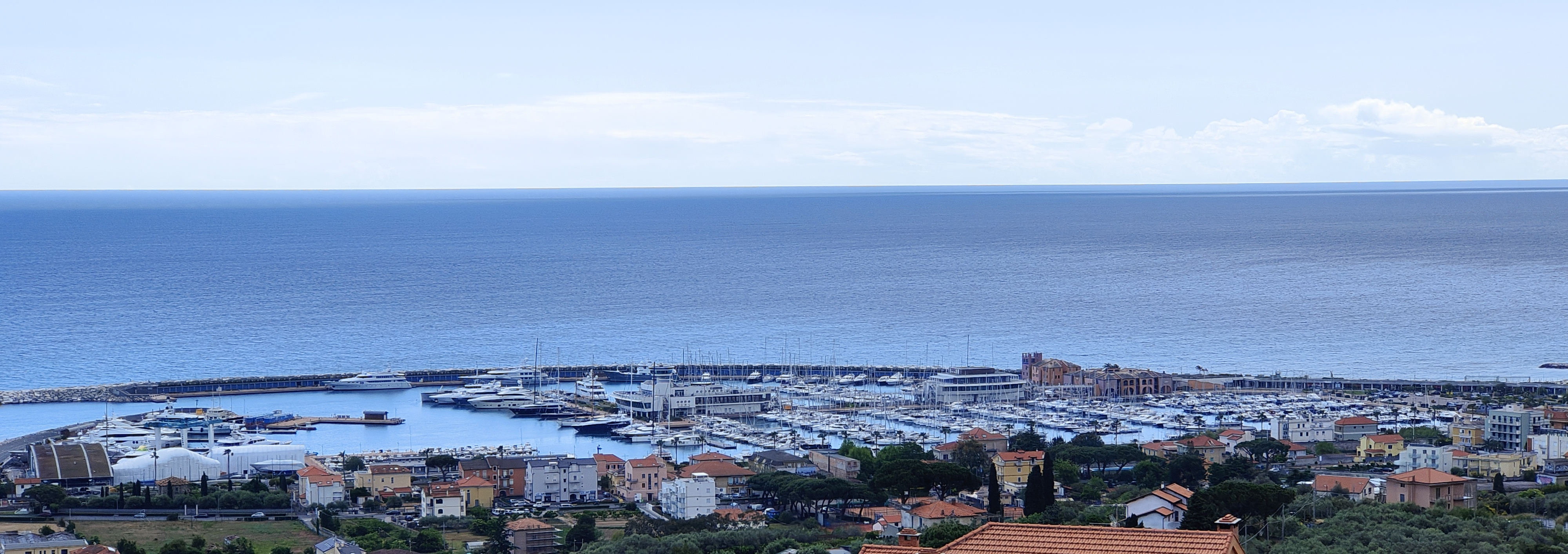
Panorama dell'estensione del porto visto dalla Chiesa antica SS. Cosma e Damiano

Il porto dispone di posti per oltre mille imbarcazioni tra gli 8 e i 65 metri, di cui 100 destinati alle imbarcazioni in transito e 34 ai pescherecci professionali.

## Servizi
All'interno del bacino sono presenti:
- un cantiere navale, che si occupa della manutenzione delle imbarcazioni
- un moderno mercato ittico giornaliero,
- uffici della Capitaneria di Porto e Guardia Costiera,
- un ufficio territoriale marittimo,
- lo Yacht Club Marina di Loano.

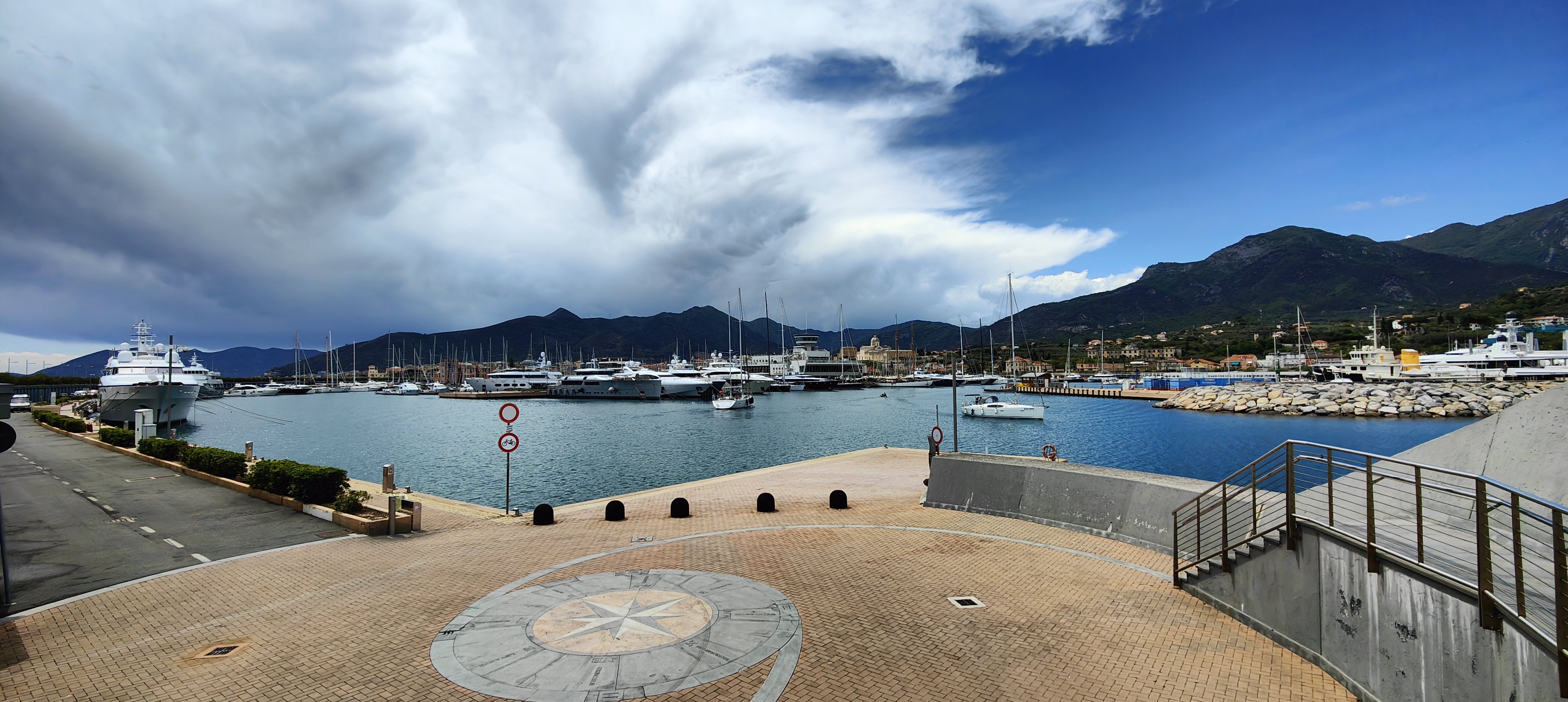
L'ingresso visto dalla parte estrema del molo Francheville

Durante l'estate, la Marina di Loano con il suo grande porto diventa luogo di passaggio di turisti e equipaggi, anche grazie alle forti attrazioni turistiche, come la discoteca, lo Yacht Club e una serie di lounge bar e ristoranti.

## Battelli
Dal Porto di Loano, per tutto il periodo estivo è possibile imbarcarsi sui battelli di linea che percorrono giornalmente la costa ligure di ponente sia per visitare i borghi della regione sia per il servizio di avvistamento cetacei.